# 松原タニシの生きる
『松原タニシの生きる』（まつばらタニシのいきる）は、2018年10月8日（7日深夜）からラジオ関西で放送されているラジオ番組である。

## 概要
パーソナリティーは、松原タニシ。
2018年6月に二見書房から刊行された著書『事故物件怪談 恐い間取り』がヒット作となり、週末の深夜帯に新しく設けられた芸人が週替りでパーソナリティーを務める枠での放送が決まる。
番組名・番組テーマでもある「生きる」の由来は、松原がラジオ関西で出演していた番組で、脳卒中になり言語障害が残りながらも歌う事を諦めないでリハビリテーションを続けている歌手と共演して生きる力を勉強させてもらった事や、集合写真で松原の顔部分のみが真っ黒になった不思議な写真が撮れたので別のイベント時に同席した三木大雲に見てもらった所、彼の知り合いに松原と同じく事故物件に住み続けていた人物がいて、その人が亡くなる5年前に撮影した写真と非常に似ているから松原の寿命はあと5年（2021年まで）と言われたので逆に生きてやろうと心に決めた事から。
YouTube「ラジオ関西 チャンネル」で、第1回放送分から収録放送時の様子を後日に配信している。生放送になってからは放送中のスタジオの様子を同時生配信している。2024年1月後半（19日とあるが、YouTubeの配信日時は日本と-17時間時差のある太平洋標準時で表示されるので、この日付とは限らない）より、過去放送分に現時点（再配信時点）での振り返りトークを加えて、過去の配信分を初回から全て番組公式YouTubeチャンネル(前述のラジオ関西チャンネルとは異なる）で順次再配信している。 
2020年12月に番組開始2周年記念イベント「松原タニシの生る（ナマる）」を神戸ラピスホールで開催する。

## 放送時間
- 2018年10月8日（7日深夜）より、隔週月曜日（日曜日深夜）1:00から1:30までの30分番組で放送が始まる[9]。
- 2019年4月より、1時間番組[注 6]となり毎月第1月曜日（日曜日深夜）2:30から3:30に移動する[10]。
- 2019年7月より、毎月第1日曜日（土曜日深夜）2:00から3:00に移動する[11]。
- 深夜帯の収録放送から19時台の生放送（30分番組）となり、2020年4月より、毎週月曜日19:30から20:00に移動する[4][12]。
- 2021年4月より、毎週日曜日17:30から17:55に移動したのに伴い、特に告知がないかぎり収録放送となる[13]。
- 2023年1月8日（7日深夜）より、毎週日曜日（土曜日深夜）1:00から1:25まで再放送が行われる。

## 出演者
- 松原タニシ：パーソナリティー
- 兵頭裕（松竹芸能）[注 7]

ゲスト出演者
- 原田まりる：11回・12回
- にしね・ザ・タイガー：14回・15回・47回
- ゆしん（税理士ミュージシャン）：21回
- 華井二等兵：47回

## コーナー紹介
リスナーからの投稿（メール・Twitter）は、特にテーマを設けずに毎回募集して「ふつおた（お便りコーナー）」で紹介する。
タニーチェの哲学
番組開始時から続いているメインコーナーで、タニーチェとは、松原タニシとフリードリヒ・ニーチェの名前を混ぜた造語。
哲学者などの金言・名言をタニーチェ（松原）の言葉で言い換えて「タニーチェの金言」として紹介する。
ぶるぶるるるぶ
1時間番組になった14回（2019年4月）から始まる。松原が行った事のある心霊スポット・不思議なスポットを紹介する。
普通の男
松原の持ちネタ「普通の男」の様な、普通の男が言いそうな話を募集する。
あなたの街の変質者
各地の警察署などが発信している不審者情報の中から変質者について説明している文章や、リスナーからの目撃情報を募集する。
不思議ナ体験
不思議な体験をしたリスナーの投稿が多数あった時に、まとめて紹介する。
これって霊障ですか？
リスナーから募集したあらゆる現象について松原が霊障なのかどうかを判断する。
帯=ワン・GP・ケノービ
2020年7月に発売される松原の著書『事故物件怪談 恐い間取り2』の帯に書く文章をリスナーに想像してもらう。
タニシ天狗
ベストセラー作家となり天狗になった松原が言いそうな一言を募集する。
曹操の天晴れ！
リスナーが褒めたいなと思ったことを募集して、曹操になった松原がコメントをする。
VSた日恥
松原が学生時代に書いた黒歴史の日記に打ち勝つ事ができるリスナーの日記（過去のツイート、ブログなどでも可能）を募集する。